# A-Rosa Aqua
Die A-Rosa Aqua ist ein 2008/09 gebautes Flusskreuzfahrtschiff der A-ROSA Flussschiff GmbH in Rostock. Das Schiff wird seit der offiziellen Indienststellung am 24. Juli 2009 für Flusskreuzfahrten auf Rhein, Main und Mosel eingesetzt. Neben ihr werden von der Reederei in diesem Gebiet die baugleichen Schwesterschiffe A-Rosa Brava und A-Rosa Viva eingesetzt.

## Geschichte

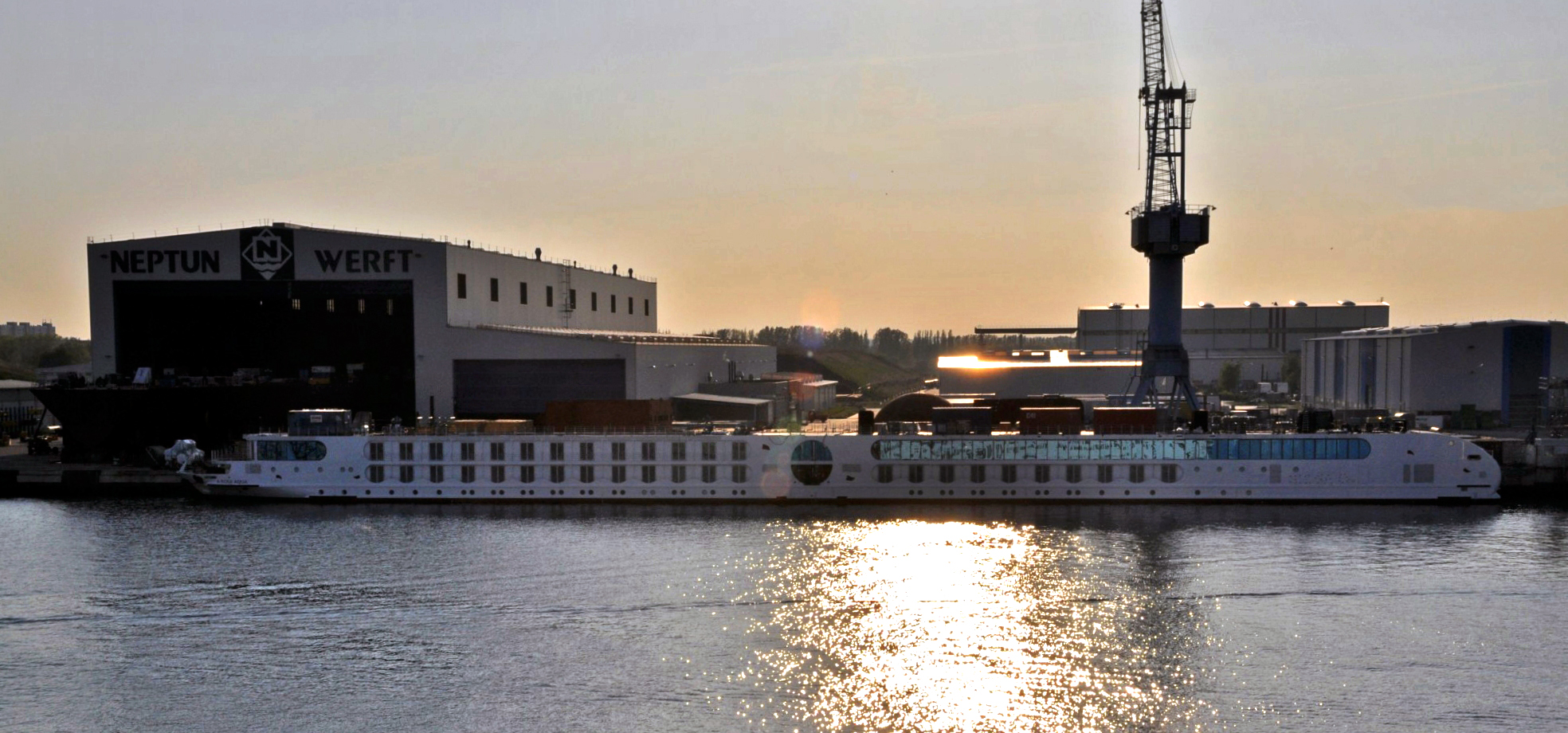
A-Rosa Aqua vor der Neptun Werft
in Rostock-Warnemünde

Die A-ROSA Flussschiff GmbH beauftragte 2008 die Neptun Werft in Rostock-Warnemünde mit dem Bau von zwei baugleichen Kabinenfahrgastschiffen für den Einsatz auf Rhein, Main und Mosel. Die Kiellegung erfolgte am 17. Oktober 2008, der Stapellauf am 27. März des Folgejahres. Am 30. Juni 2009 wurde das siebte Flusskreuzfahrtschiff an die Reederei übergeben. In der Folgewoche fuhr A-Rosa Aqua mit eigener Kraft über Ostsee, Nord-Ostsee-Kanal, Nordsee, IJsselmeer und Rhein bis zum Deutzer Hafen in Köln. Die bruchgefährdeten Teile wurden zur Sicherheit für den Transfer mit Holzverkleidungen geschützt. Am 24. Juli 2009 taufte Inge Kampwerth, eine von der Reederei als „charmanteste Kölnerin“ ausgesuchte Sparkassenbetriebswirtin, das Schiff in Köln während einer Feier auf den Namen A-Rosa Aqua.

## Ausstattung

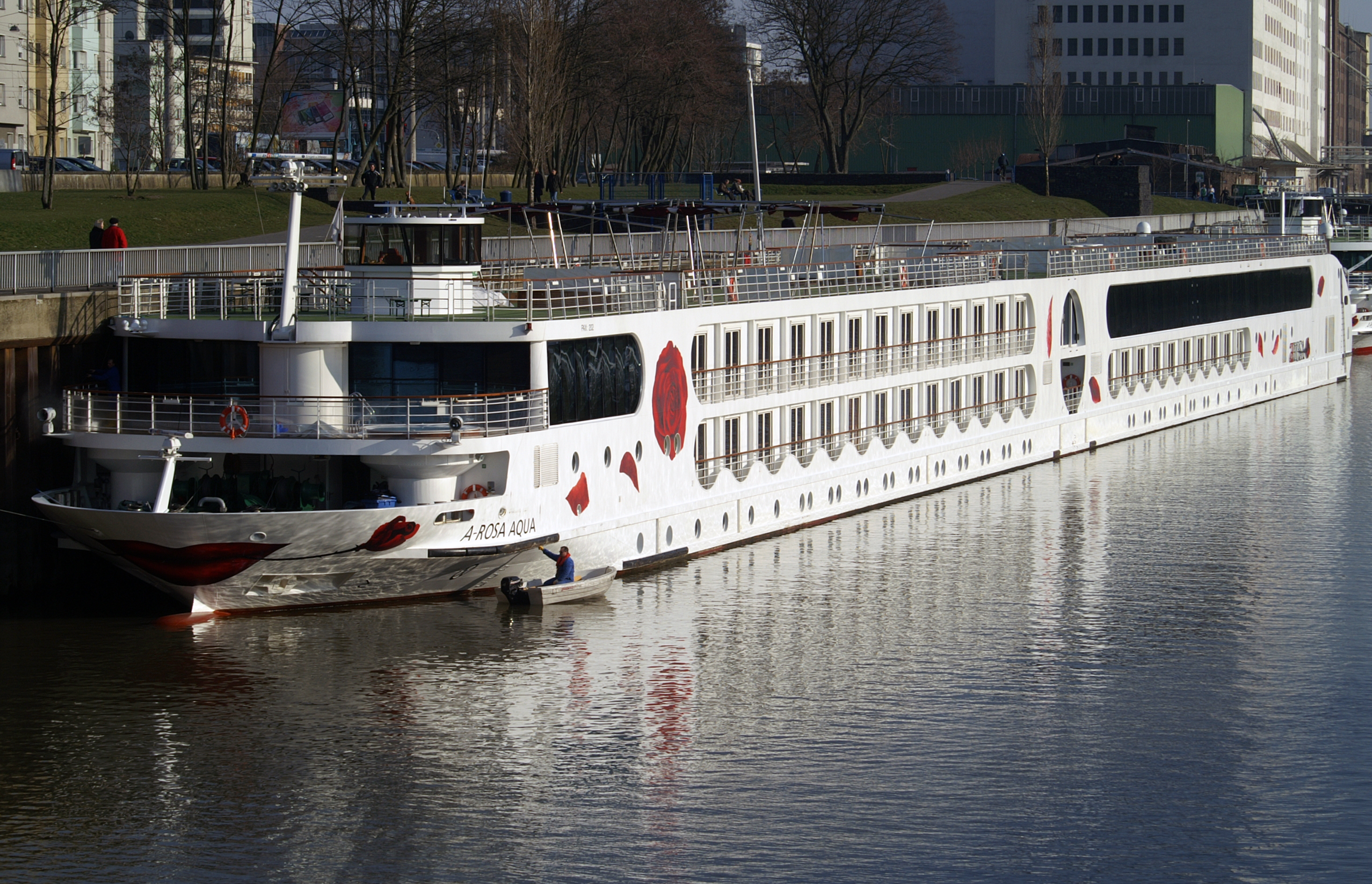
Im Deutzer Hafen in Köln

Die A-Rosa Aqua ist ein Dreideck-Kabinenschiff der 4-Sterne-Kategorie mit 99 Doppelkabinen à 14,5 m². Die Kabinen sind klimatisiert und sind jeweils mit einer Dusche und Flachbildfernsehern ausgestattet. Die 70 Einheiten auf dem Mittel- und Oberdeck verfügen über einen Französischen Balkon. Vier Kabinen können mit einem Zusatzbett ausgestattet werden. Die beiden unteren Decks sind als reine Wohnbereiche für die Passagiere ausgelegt. Die 32 Mannschaftskabinen befinden sich vorn und achtern im Unterdeck. Bugseitig wurde auf dem Oberdeck ein Wellness-Bereich mit Außenruhefläche und Whirlpool eingerichtet, dem sich 26 Doppelkabinen anschließen. In der Schiffsmitte liegt der Bordshop und ein Verkaufsbüro für Landausflüge. Der gastronomische Bereich mit Lounge, Weinstube, Restaurant mit offener Küche und Bar befinden sich in der hinteren Schiffshälfte. Auf dem Freideck befindet sich im hinteren Teil der Außenbereich des Restaurants mit 56 Plätzen. In der Schiffsmitte wurde ein Putting Green, ein Shuffleboard und ein Schachfeld angelegt. Auf der vorderen Schiffshälfte stehen den Reisenden hinter dem Steuerhaus rund 80 Liegestühle zur Verfügung. Große Teile des Freidecks können mit Sonnensegeln abgedeckt werden.

## Technik
Die A-Rosa Aqua wird von vier Dieselmotoren Volvo Penta D12-450MH(KC) über vier Schottel-Ruderpropeller STP 200 mit Twin-Propellern angetrieben, zusätzlich verfügt das Schiff über eine Bugstrahlanlage vom Typ Pumpjet-SPJ 82 von Schottel, die mit einem 405 kW starken Dieselmotor angetrieben wird. Das Schiff ist 135 m lang und 11,40 m breit. Der Tiefgang wird mit 1,60 m angegeben, die Höhe über Wasser mit 6,50 m. Durch Absenken von Steuerhaus, sowie Umlegen von Geländern und Sonnensegel kann die Höhe für Fahrten auf Gewässern mit niedrigen Brückendurchfahrten, wie Mosel und Main-Donau-Kanal verringert werden.
Für das elektrische Bordnetz zur Versorgung der Hilfsmaschinen und des Hotelbetriebes stehen im Fahrbetrieb zwei Hilfsdieselgeneratoren mit 2 × 525 kVA und im Hafenbetrieb ein Dieselgenerator mit 280 kVA zur Verfügung.

## Fahrtgebiete
Die drei Schiffe der A-ROSA-Rheinflotte verkehren je nach Jahreszeit auf 30 verschiedenen Routen. Nördlichstes angefahrenes Ziel ist Harlingen am Wattenmeer, südlichstes Basel. Die Mosel wird bis Trier befahren. Die Schiffe werden im Deutzer Hafen in Köln und in Frankfurt am Main gewartet. Ihren Heimathafen in Rostock fahren die Schiffe seit der Werftübergabe nicht mehr an.

## Weblinks

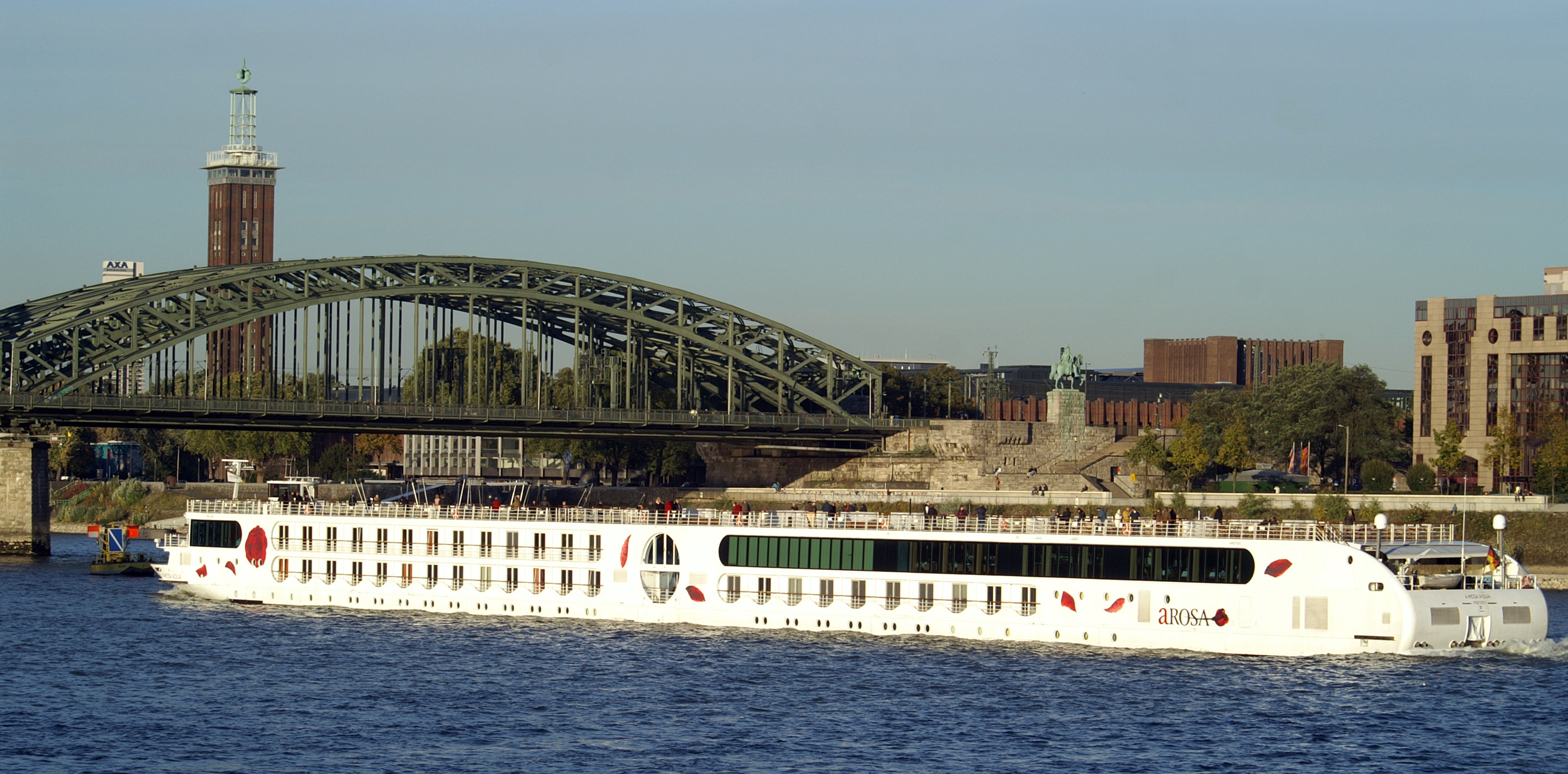
Auf Fahrt in Köln